# Myrmecophilus myrmecophilus
Myrmecophilus myrmecophilus är en insektsart som först beskrevs av Savi 1819.  Myrmecophilus myrmecophilus ingår i släktet Myrmecophilus och familjen Myrmecophilidae. Inga underarter finns listade i Catalogue of Life.